# الصادق المهدي
الصادق الصديق عبد الرحمن المهدي (25 ديسمبر 1935 - 26 نوفمبر 2020) رئيس حكومة السودان فترتي (1966 -1967 و 1986 - 1989) سياسي ومفكر سوداني وإمام الأنصار ورئيس حزب الأمة. ولد بالعباسية بأم درمان. جده الأكبر هو محمد أحمد المهدي القائد السوداني الذي أسس الدعوة والثورة المهدية في السودان. وجده المباشر عبد الرحمن المهدي ووالده السيد الصديق المهدي ووالدته هي السيدة رحمة عبد الله جاد الله ابنه ناظر الكواهلة عبد الله جاد الله وحرمه هي نوير بنت محمد وولده عبد الله.فى فترة حكمه الثانيه تأمرت عليه مخابرات جمال عبد الناصر ودعمت انقلاب جعفر النميرى

## مراحل التعليم
- الخلوة[ ؟ ] بالعباسية[ ؟ ] - أم درمان في الطفولة الباكرة على يد الفقي أحمد العجب، ثم في الجزيرة أبا على يد الفقي علي السيوري.
- الكتّاب في الجزيرة أبا.
- الابتدائي - مدرسة الأحفاد في أم درمان.
- الثانوي: بدأه في مدرسة كمبوني (الخرطوم)، وواصله في كلية فكتوريا (الإسكندرية 1948-1950)، حيث ترك الكلية هاجرا التعليم النظامي، رافضا لعدة مظاهر بالكلية تسلخ الطلاب عن هوياتهم العربية والإسلامية. ورجع لبلاده ملازما للشيخ الطيب السراج لينهل من علوم الفصحى وآدابها.
- العودة للتعليم النظامي: في 1952 اقتنع بالرجوع للتعليم النظامي بتشجيع من أستاذ مصري قابله في جامعة الخرطوم اسمه ثابت جرجس، جلس لامتحانات شهادة أكسفورد الثانوية من المنزل والتحق بكلية العلوم في جامعة الخرطوم كمستمع على وعد بأن يواصل معهم لو نجح في امتحان آخر السنة. لاحقا أخبره المستر ساندون (العميد) باستحالة ذلك وساعده في إيجاد قبول للالتحاق بكلية سانت جون (القديس يوحنا) بأكسفورد ليدرس الزراعة، وكان القبول مصحوبا بشرط واحد هو أن ينجح في امتحان الدخول للجامعة.
- الدراسة في جامعة الخرطوم: التحق الصادق بطلبة السنة الأولى لكلية العلوم في الفصل الأخير من العام، حيث دخل الجامعة في يوليو 1952م، وكان العام الدراسي ينتهي في ديسمبر، وكان يحضر المحاضرات صباحا، ويواصل تلقي دروس العربية من الشيخ الطيب السراج عصرا، ثم يدرس مساء للّحاق ما فاته والتحضر لامتحان السنة النهائية.
- الدراسة في كلية القديس يوحنا بجامعة أوكسفورد (1954- 1957م): امتحن الصادق المهدي لكلية القديس يوحنا عام 1953م وقبل لدراسة الزراعة ولكنه لم يدرسها، بل ذهب لأكسفورد في عام 1954م وقرر دراسة الأقتصاد، والسياسة، والفلسفة، في أكسفورد على أن يدرس الزراعة بعد ذلك في كاليفورنيا.

· وفق في نيل شهادة جامعية بدرجة الشرف في الاقتصاد والسياسة والفلسفة، ونال تلقائيا درجة الماجستير بعد عامين من تاريخ تخرجه، حسب النظام المعمول به في جامعة أكسفورد.

## الحياة العملية
- عمل موظفا بوزارة المالية في 1957م. وفي نوفمبر 1958 استقال عن الوظيفة لأن انقلاب 17 نوفمبر كان بداية لعهد يرفضه.
- عمل بعد ذلك مديرا للقسم الزراعي بدائرة المهدي، وعضوا بمجلس الإدارة، كما كان رئيسا لاتحاد منتجي القطن بالسودان.
- انخرط في صفوف المعارضة وبعد ذلك دخل المعترك السياسي الذي جعل همه لخدمة قضية الديمقراطية والتنمية والتأصيل الإسلامي في السودان.

## المناصب القيادية التي تقلدها
- رئيس الجبهة القومية المتحدة في الفترة من 1961- 1964م.
- انتخب رئيسا لحزب الأمة نوفمبر 1964م.
- انتخب رئيسا لوزراء السودان في الفترة من 25 يوليو 1966- مايو 1967م.
- رئيس للجبهة الوطنية في الفترة من 1972- 1977م.
- انتخب رئيسا لحزب الأمة القومي مارس 1986م.
- انتخب رئيسا لوزراء السودان في الفترة من 1986- 1989م.
- رئيس مجلس إدارة شركة الصديقية.
- رئيس حزب الأمة القومي المنتخب في أبريل 2003م.
- إمام الأنصار المنتخب في ديسمبر 2002م.

## كتابات الصادق المهدي
- مسألة جنوب السودان.
- جهاد من أجل الاستقلال.
- يسألونك عن المهدية.
- العقوبات الشرعية وموقعها من النظام الإسلامي.
- تحديات التسعينات.
- الديمقراطية عائدة وراجحة.

## الجمعيات والروابط
- عضو في المجلس العربي للمياه.
- عضو في نادي مدريد.
- عضو في المؤتمر القومي الإسلامي بيروت.
- عضو سابق في المجلس الإسلامي الأوروبي، لندن.
- عضو سابق في مجلس إدارة دار المال الإسلامي، جنيف.
- عضو سابق في جماعة الفكر والثقافة الإسلامية، الخرطوم.
- عضو مجلس أمناء المؤسسة العربية للديمقراطية.

## العمل السياسي

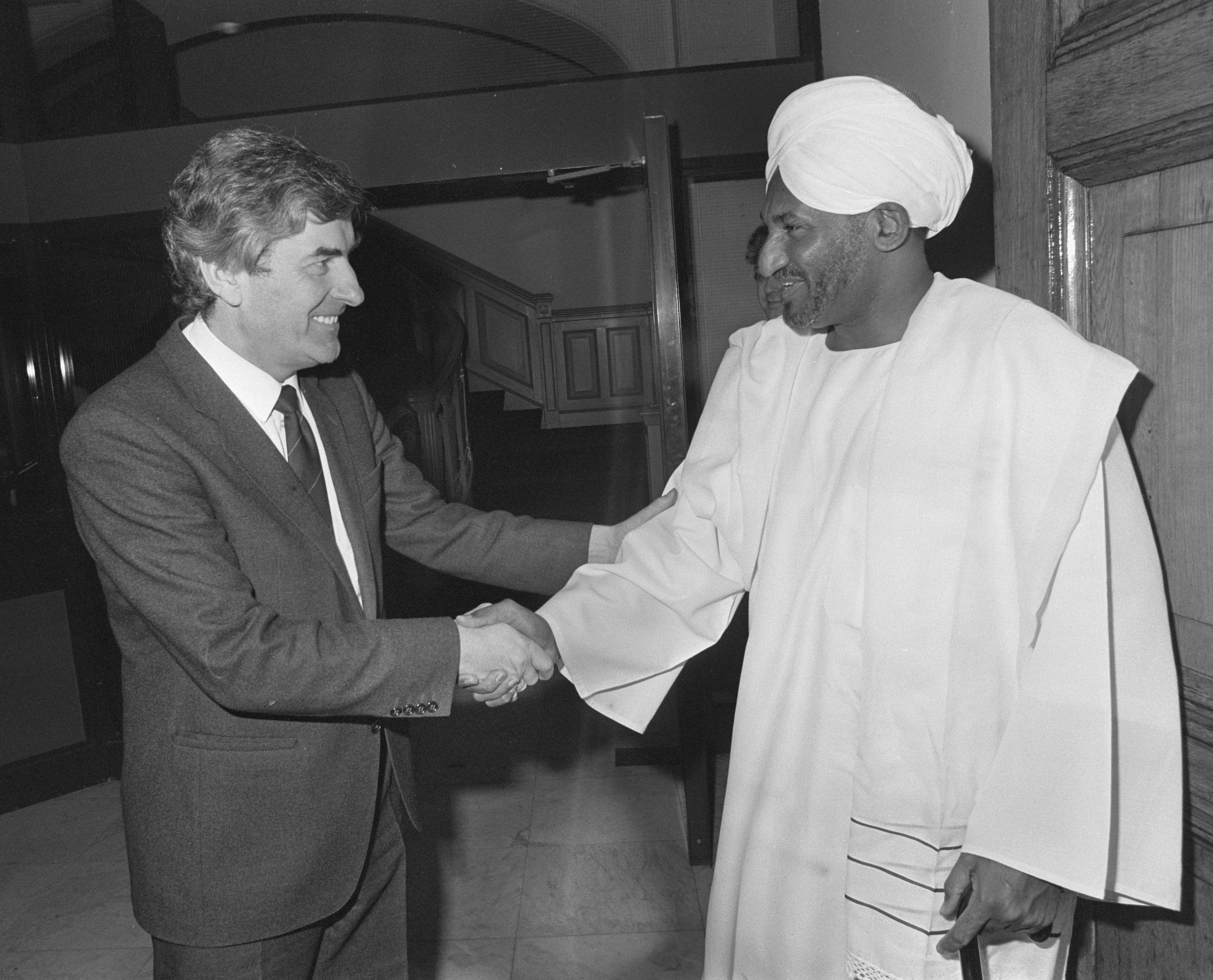
الصادق المهدي ورئيس وزراء هولندا رود لوبرز، أثناء زيارته إلى لاهاي عام 1987

كان أول بروز للصادق المهدي في ساحات العمل السياسي السوداني في معارضة نظام عبود، وفي أكتوبر 1961م توفي والده الصديق الذي كان رئيسا للجبهة القومية المتحدة لمعارضة نظام إبراهيم عبود. وقد شارك بفعالية في معارضة نظام عبود واتصل بنشاط الطلبة المعارض، كما نادى بالحل السياسي لمسألة الجنوب، حيث أصدر كتابه «مسألة جنوب السودان» في أبريل 1964م، ونادى فيه بأن مشكلة الجنوب لا يمكن أن تحل عسكريا.
وحينما قامت أحداث 21 أكتوبر 1964م اتجه منذ البداية لاعتبارها نقطة انطلاق لتغيير الأوضاع وسار في الموضوع على النحو الذي أوضحه في البيان الذي نشره بعنوان (رسالة إلى المواطن السوداني) وقد نجحت مساعيه في توحيد جميع الاتجاهات السياسية في السودان وفي جمعها خلف قيادة الأنصار في بيت المهدي وفي جعل بيت المهدي (أي القبة والمسجد الرابع الشهير بمسجد الخليفة) مركز قيادة التحول الجديد. حدث هذا رغم وجود اتجاهات عديدة في بيت المهدي وبعض الأنصار كانت ترى التريث والابتعاد عن الثورة ولكن اتجاه المشاركة كان غالباً فجرّ الجميع في اتجاهه حتى انتصر وقضى على الحكم العسكري وقامت الحكومة الانتقالية القومية وقد قاد موكب التشييع وأم المصلين في جنازة الشهيد القرشي، وكان ذلك هو الموكب الذي فجر الشرارة التي أطاحت بالنظام. كما كتب مسودة ميثاق أكتوبر 1964م الذي أجمعت عليه القوى السياسية.

### الديمقراطية الثانية (1964-1969م)
انتخب رئيسا لحزب الأمة في نوفمبر 1964م، وقاد حملة لتطوير العمل السياسي والشعار الإسلامي وإصلاح الحزب في اتجاه الشورى والديمقراطية وتوسيع القاعدة، استغلها البعض لإذكاء الخلاف بينه وبين الإمام الهادي المهدي مما أدى لانشقاق في حزب الأمة وصار رئيسا للوزراء عن حزب الأمة في حكومة ائتلافية مع الحزب الوطني الاتحادي في 25 يوليو 1966م- خلفا للسيد محمد أحمد المحجوب الذي كان رئيسا للوزراء عن حزب الأمة والذي قاد جزءا من عضوية حزب الأمة بالبرلمان للمعارضة. قامت الحكومة الجديدة بإجراءات فاعلة في محاصرة الفساد وتحقيق العديد من الإنجازات، ولكن تكون ضدها ائتلاف ثلاثي بين الجناح المنشق من حزب الأمة والحزب الوطني الاتحادي وحزب الشعب الديمقراطي فأسقطها في مايو 1967م.
خاض حزب الأمة انتخابات 1968م منشقا ثم التأم مرة أخرى في 1969م، ولكنه لم يستفد من قوته الجديدة بسبب انقلاب 25 مايو 1969م الذي قوّض الشرعية الدستورية.

### الديكتاتورية الثانية (1969-1985م)
عندما قرر اشتراكيو يوليو المصريه الاطاحه بالحكومه الديمقراطيه ودعموا انقلاب جعفر النميرى حينما وقع الانقلاب توجه الصادق المهدي للجزيرة أبا حيث كان هنالك إمام الأنصار عمه الهادي المهدي. أرسل قادة الانقلاب بطلبه للتفاوض وأعطوا الإمام الهادي عهدا بألا يُمس بسوء، ثم غدورا بالعهد حيث لم يجر تفاوض بل اعتقل ثم تعرض لمحاولة اغتيال. أُبعد السيد الصادق عن الكيان واعتقل في 5 يونيو 1969م في مدينة جبيت بشرق السودان ثم حول لسجن بور تسودان ثم اعتقل بمدينة شندي، ثم نفي إلى مصر ووضع تحت الإقامة الجبرية، ثم أرجع لسجن بور تسودان معتقلا حتى مايو 1973م. وفي أثناء ذلك قام النظام الجديد الذي حمل رايات اليسار الشيوعي، بالتنكيل بالأنصار مما أدى لمجزرة الجزيرة أبا وحوادث ودنوباوي قصفت الجزيرة أبا بالطائرات عصر الجمعة 27 مارس 1970م، واستمر القصف حتى الثلاثاء.. وحوداث ودنوباوي يوم الأحد 29 مارس 1970م، ثم حوادث الكرمك التي استشهد فيها إمام الأنصار.
أُطلق سراحه لعدة أشهر ثم اعتقل بعدها في سجن بورتسودان (من ديسمبر 1973- حتى مايو 1974م) - كتب خلال هذه الفترة: «يسألونك عن المهدية».
في 1974م سافر إلى خارج البلاد حيث بدأ جولة في العواصم العربية والغربية والأفريقية كتب خلالها «أحاديث الغربة» وألقى العديد من المحاضرات في جامعات درهام ومانشستر وأوكسفورد ببريطانيا وجامعة كادونا بنيجيريا، داعيا للحل الإسلامي ومبشرا بالصحوة الإسلامية وعطائها في المجالات الاجتماعية والاقتصادية والنفسية.
تكونت الجبهة الوطنية الديمقراطية المعارضة لمايو بقيادته في المهجر (شملت حزب الأمة، والحزب الاتحادي والإخوان المسلمين). قامت الجبهة بمحاولة تحرير السودان من الاستعمار الداخلي عبر الانتفاضة المسلحة في يوليو 1976م التي فشلت في إسقاط نظام مايو، ولكنها أقنعت النظام بجدوى وقوة المعارضة وأدّى ذلك متضافرا مع عوامل أخرى للمصالحة الوطنية -الاتفاق السياسي بين مايو والجبهة الوطنية في 1977، الذي تعين وفقا له على النظام إجراء إصلاحات ديمقراطية أساسية.
عاد السيد الصادق المهدي للسودان في 1977م ولكن ما لبث أن تبيّن له الخداع المايوي في ضمان الديمقراطية والإصلاح السياسي، فاعتبر أن المصالحة قد فشلت ولكنه آثر البقاء في السودان لمعارضة النظام المايوي من الداخل.
في 8 سبتمبر 1983م أعلن النظام المايوي ما أسماه الثورة التشريعية، التي اعتبرها الصادق المهدي أكبر تشويه للشرع الإسلامي، وعقبة في سبيل البعث الإسلامي في العصر الحديث، وجاهر بمعارضتها في خطبة عيد الأضحى المبارك لعام 1403هـ الموافق 18 سبتمبر 1983م، فاعتقله النظام المايوي (في 25 سبتمبر 1983م)في تلك الفترة من الاعتقال كتب: «العقوبات الشرعية وموقعها من النظام الاجتماعي الإسلامي»، أطلق سراحه في ديسمبر 1984م. فخرج يقود المعارضة للنظام من الداخل ويتناغم مع الغضبة الشعبية التي أثمرت ثورة رجب/إبريل 1985م.

### الديمقراطية الثالثة (1985-1989م)
قامت سنة انتقالية جرت بعدها انتخابات عامة (أبريل 1986) حصل حزب الأمة فيها على الأكثرية، وانتخب السيد الصادق رئيسا للوزراء. تعاقبت عدة حكومات أو ائتلافات -تفاصيلها مسجلة في كتابه: الديمقراطية في السودان راجحة وعائدة- حتى قام انقلاب 30 يونيو 1989م. وكان من أهم ما قام به في تلك الفترة السعي للتجميع الوطني لحل القضايا الأساسية قوميا، والسعي للتأصيل الإسلامي عبر الإجماع الشعبي وبالوسائل الدستورية.

### الديكتاتورية الثالثة (1989م-)
اعتقل الصادق المهدي في 7 يوليو/1989م وقد كان بصدد تقديم مذكرة لقادة الانقلاب وجدت معه. حبس في سجن كوبر حتى ديسمبر 1990. في 1 أكتوبر 1989م تعرض للتصفية الصورية والتهديد فكتب شهادته عن فترة حكمه: كتابه عن «الديمقراطية في السودان عائدة وراجحة». وفي أكتوبر 1989م وقع مع قادة القوى السياسية الموجودين داخل السجن «الميثاق الوطني».
في ديسمبر 1990 حوّل للاعتقال التحفظي في منزل زوج عمته بالرياض (بروفسر الشيخ محجوب جعفر)، حيث سمح لأفراد أسرته بمرافقته. كتب خلال هذه الفترة: «تحديات التسعينيات» متعرضا فيه للوضع العالمي وتحديات العالم العربي والإسلامي وإفريقيا، و«ضحكنا في ظروف حزينة».
أُطلق سراحه في 30 أبريل 1992 وكان تحت المراقبة اللصيقة من الأمن السوداني ومحدودية الحركة حيث لا يسمح له بمغادرة العاصمة. رفع راية الجهاد المدني ونصح الحكام من على المنابر، وأظهر تلاعبهم بالدين وبالشعار الإسلامي لصالح الكسب الدنيوي وتشويههم له، مما عرضه للتحقيقات المطولة والاعتقالات المتوالية في: 1993، يونيو 1994، واعتقال «المائة يوم ويوم» من مايو إلى سبتمبر 1995 الذي تعرض فيه للتنكيل وارتياد أماكن التعذيب التي أطلق عليها السودانيون بيوت الأشباح. تعرض بعد ذلك لتهديدات السلطة واستئناف المتابعة الأمنية اللصيقة، أقنعه ذلك -علاوة على ما رآه من استخدام النظام له كرهينة- بضرورة الخروج فهاجر سرا في فجر الاثنين التاسع والعشرين من رجب 1417هـ الموافق 9 ديسمبر 1996 قاصدا أريتريا - سميت عملية الهجرة: تهتدون.
- التحق السيد الصادق بالمعارضة السودانية بالخارج، وبدأ أكبر حملة دبلوماسية وسياسية شهدتها تلك المعارضة منذ تكوينها.
- في أول مايو 1999م استجاب لوساطة السيد كامل الطيب إدريس للتفاوض مع النظام فتم لقاء جنيف بينه وبين الدكتور حسن الترابي.
- في 26 نوفمبر 1999م تم لقاء جيبوتي بينه وبين الرئيس عمر البشير وعقد حزب الأمة اتفاق نداء الوطن مع النظام في الخرطوم، وذلك تحت رعاية الرئيس الجيبوتي إسماعيل عمر قيلي.
- في 23 نوفمبر 2000 عاد للبلاد في عملية أطلق عليها اسم «تفلحون»، وذلك للقيام بالتعبئة الشعبية والتنظيم الحزبي والتفاوض مع النظام والاستمرار في الاتصالات الدبلوماسية.
- عمل مع هيئة شئون الأنصار على نقل كيان الأنصار الديني نحو المؤسسية، فكان أن اكتمل بناء الهيئة المؤسسي بعقد المؤتمر الأول لهيئة شئون الأنصار في الفترة ما بين 19-21 ديسمبر 2002م وكان أول كيان ديني سوداني يقوم على الشورى والمؤسسية، وقد أُنْتُخِبَ إماما للأنصار في ذلك المؤتمر كما أُنْتُخِبَ الأمين العام لهيئة شئون الأنصار، ومجلس الشورى، ومجلس الحل والعقد.
- وفي الفترة ما بين 15-17 أبريل 2003م انعقد المؤتمر العام السادس للحزب الأمة حيث تمت إعادة انتخابه رئيسا للحزب.
- يقود الحملة الآن بتحويل اتفاقية السلام السوداني الثنائية بين حكومة السودان والحركة الشعبية لتحرير السودان، والتي تم توقيعها في 9 يناير 2005م، إلى اتفاقية قومية تحل كافة وجهات الاحتراب في دارفور والشرق وغيرها، وتشرك جميع الفاعلين في المجتمع السوداني، عبر منبر قومي جامع.

## أسرته
ينتمي لقبيلة الدناقلة بالولاية الشمالية وتحديدا جزيرة لبب وتزوج في 1960م من السيدة حفية مأمون الخليفة شريف، وفي 1962 من السيدة سارة الفاضل محمود عبد الكريم - فقد توفيت في فبراير 2008م -. أنجب منهما: أم سلمة (1961)، رندة (1963)، مريم (1965)، عبد الرحمن (1966)، زينب (1966)، رباح (1967)، صديق (1968)، طاهرة (1969)، محمد أحمد (1974) بشرى (1978). شقيقته متزوجة من الدكتور حسن الترابي.

## هواياته
- تربية وركوب الخيل، ولعبة البولو.
- التنس.
- الاطلاع على الأدب العربي والعالمي خاصة الشعر العربي.

## جوائز
في العام 2013 نال جائزة قوسي للسلام (مقر الجائزة مانيلا عاصمة الفلبين).

## مرضه ووفاته
في 21 أكتوبر 2020 تم الإعلان عن اصابة الصادق المهدي بمرض كوفيد 19، وقال بيان لحزب الأمة القومي إن زعيمه (أصيب بالشعور بالإعياء، وأجري له فحص كوفيد – 19، وللأسف اتضح صباح اليوم أن النتيجة إيجابية") وفي وقت لاحق من ذلك اليوم تم نقله إلى مستشفى علياء بالخرطوم وقضى فيه عدة أيام
وفي الثاني من نوفمبر أعلن الحزب نقل زعيمه الصادق المهدي إلى الإمارات العربية المتحدة لتلقي العلاج، على الرغم من تفضيله شخصيا الاستمرار في المداواة بمستشفى علياء
وفي يوم الخميس  26 نوفمبر نعى  حزب الأمة زعيمه الإمام الصادق المهدي آخر رئيس وزراء منتخب ديمقراطيا في السودان  والذي توفي متأثرا بإصابته بفيروس كورون بأحد المستشفيات في ابوظبي
وقد تم ترحيل جثمانه إلى الخرطوم في اليوم التالي ليدفن في قبة جده المهدي بأمدرمان

## جدل بعد الوفاة
وبعد نحو ستة أشهر من رحيله سربت ابنته رباح الصادق، مقطع فيديو لوالدها وهو يتحدث عن امكانية نقل الإسرائيليين له فيروس كرونا من خلال بعض المأجورين، واثار الفيديو حالة من الجدل واعلن حزب الأمة عن تشكيل  لجنة لتقصي الحقائق حول ما أدلى به المهدي في المقطع الذي سربته أسرته، ومن ثم يمكن أن يحدد الحزب ما إذا كان سيطلب تدخل وعون السلطات الحكومية، ولكن لم يعلن ابدا عن نتائج التحقيق